# 조수 웅덩이

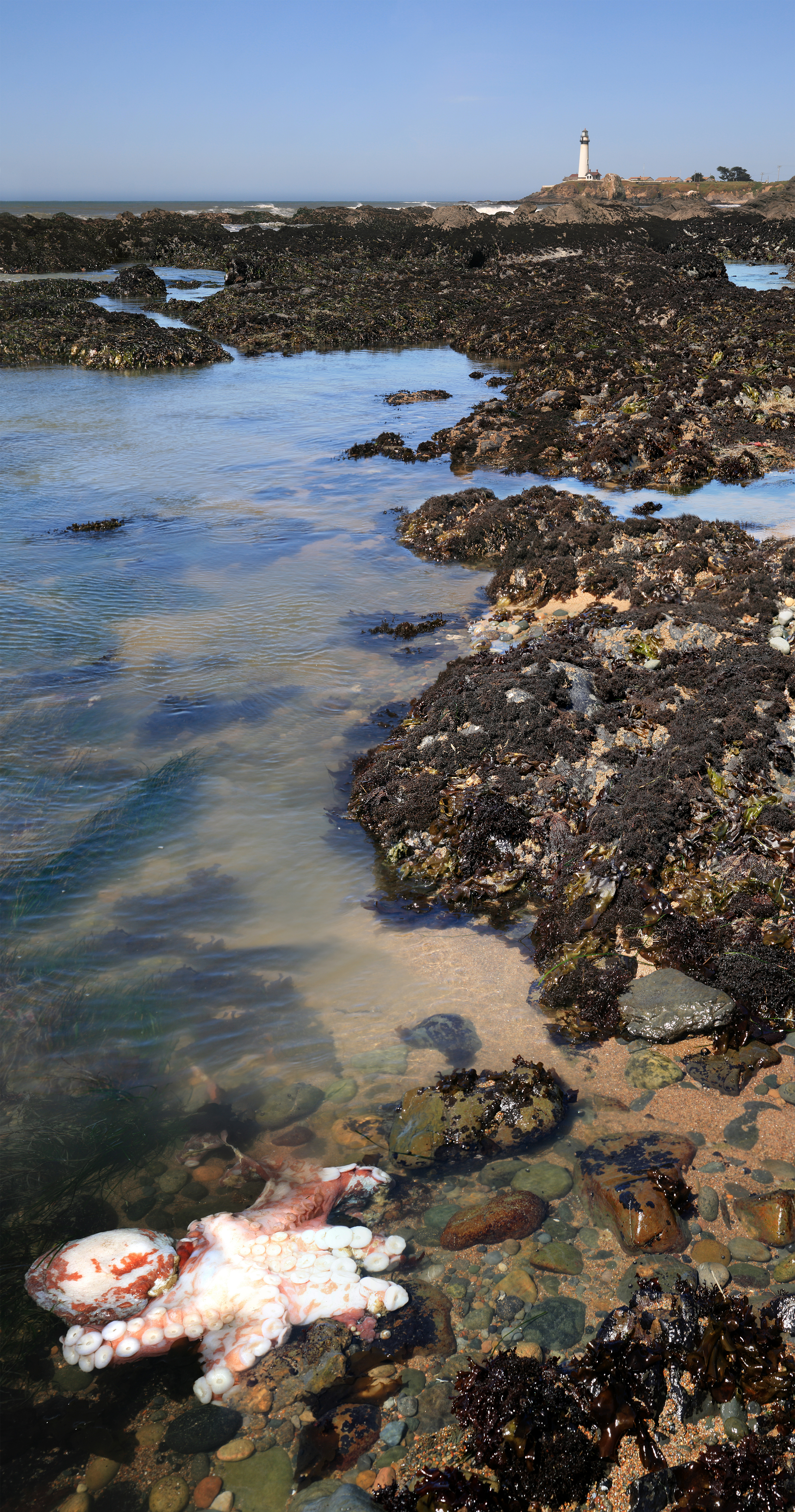
캘리포니아의 조수 웅덩이. 문어가 보인다.

조수 웅덩이(tide pool 타이드 풀[*])는 해안에서 만조 때의 바닷물이, 간조 때 고여서 남아 있는 웅덩이이다.